# Comité olympique du Ghana
Le Comité olympique ghanéen, (en anglais : Ghana olympic committee), est le représentant du Ghana au Comité international olympique (CIO) ainsi que le fédérateur des fédérations sportives du Ghana. Il appartient à l'Association des comités nationaux olympiques d'Afrique et son président est Francis Dodoo.
Le comité est fondé en 1952 et reconnu par le Comité international olympique la même année. 
En 2011, le GOC est suspendu par le CIO en raison d'interférences politiques mais il peut néanmoins envoyer une délégation aux jeux de 2012.